# Germán Parreño
Germán Parreño Boix (Elche, Alicante, 16 de febrero de 1993) es un futbolista español que juega como guardameta en el R. C. Deportivo de La Coruña de la Segunda División de España.

## Trayectoria
Se formó en la cantera del R. C. D. Espanyol, club con el que debutó en Primera División durante la temporada 2013-14. Posteriormente, fue cedido al Racing de Santander y al Girona F. C. antes de regresar al Elche C. F. Con todos ellos jugó en Segunda División, categoría a la que intentó ascender con el UCAM Murcia los dos años que estuvo allí.
En junio de 2019 se marchó a la U. D. Ibiza. Con este equipo consiguió subir a Segunda División en la campaña 2020-21. En la 2022-23 perdió la titularidad y se fue al final de la misma para jugar en el R. C. Deportivo de La Coruña hasta 2025.

## Clubes
| Club                         | País   | Año           |
| ---------------------------- | ------ | ------------- |
| R. C. D. Espanyol "B"        | España | 2012-2013     |
| R. C. D. Espanyol            | España | 2013-2016     |
| Racing de Santander (cedido) | España | 2015          |
| Girona F. C. (cedido)        | España | 2015-2016     |
| Elche C. F.                  | España | 2016-2017     |
| UCAM Murcia C. F.            | España | 2017-2019     |
| U. D. Ibiza                  | España | 2019-2023     |
| R. C. Deportivo de La Coruña | España | 2023-presente |